# Miku Tashiro
Miku Tashiro (jap. 田代 未来 Tashiro Miku; ur. 7 kwietnia 1994) – japońska judoczka. Olimpijka z Río de Janeiro 2016, gdzie zajęła piąte miejsce w wadze półśredniej.
Wicemistrzyni świata w 2018 i 2019; trzecia w 2014 i 2015. Startowała w Pucharze Świata w 2010 i 2013. Triumfatorka igrzysk Azji Wschodniej w 2013, a także młodzieżowych igrzysk olimpijskich z 2010 roku.

## Letnie Igrzyska Olimpijskie 2016
| Konkurencja | Eliminacje                | Eliminacje                     | Finały                      | Finały                | Klas. końcowa |
| Konkurencja | Przeciwnik I              | Przeciwnik II                  | Półfinał                    | o 3 miejsce           | Miejsce       |
| ----------- | ------------------------- | ------------------------------ | --------------------------- | --------------------- | ------------- |
| 63 kg       | Katharina Haecker (AUS) Z | Kathrin Unterwurzacher (AUT) Z | Clarisse Agbegnenou (FRA) P | Jarden Dżerbi (ISR) P | 5.            |